# 居伊·佩里亚
居伊·佩里亚（法語：Guy Périllat，1940年2月24日—），法国男子高山滑雪运动员。他曾代表法国参加1960年、1964年和1968年冬季奥林匹克运动会高山滑雪比赛，共获得一枚银牌和一枚铜牌。